# Hochschule für Bildende Künste Braunschweig

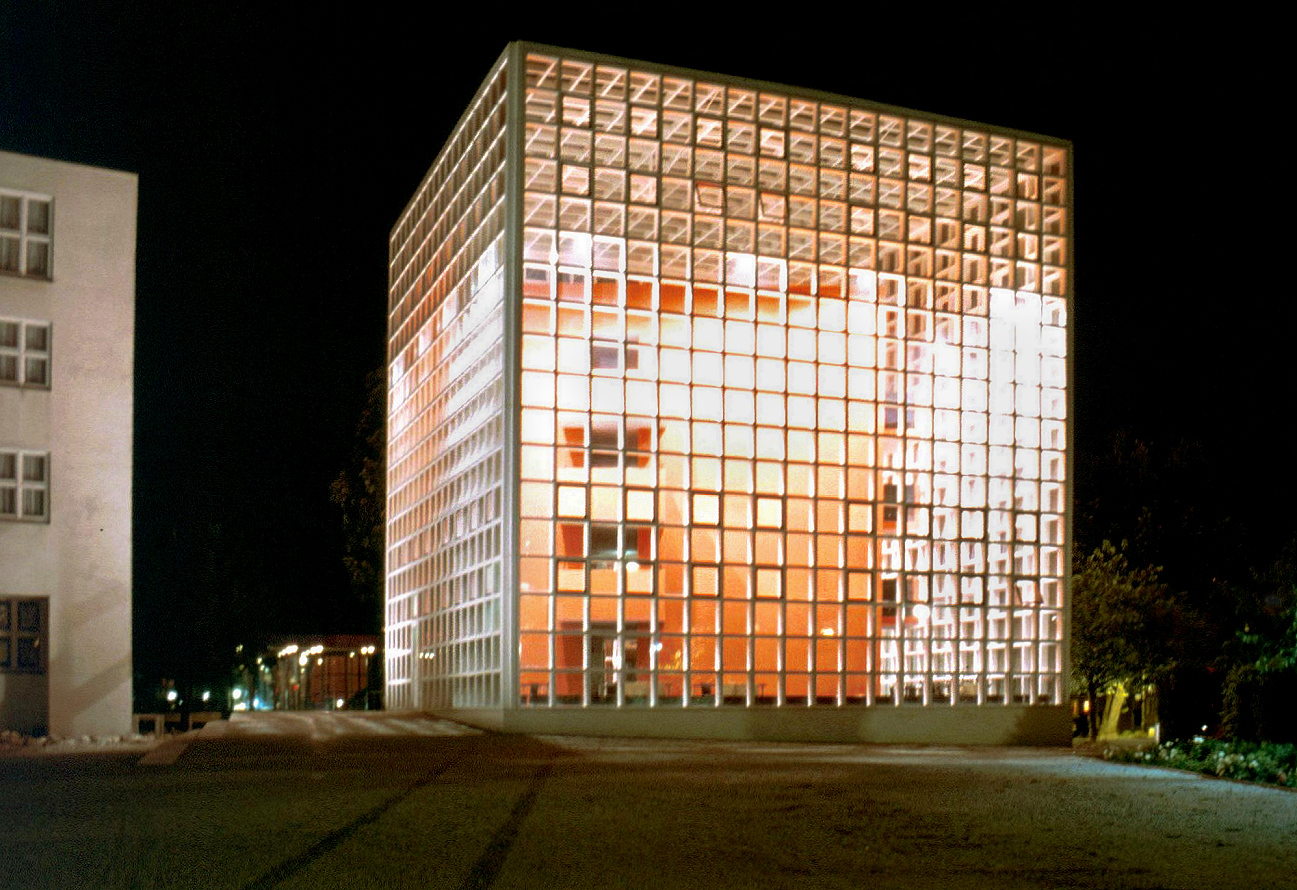
Bibliothek der HBK, umgesetzter Pavillon Mexikos auf der Expo 2000

Die Hochschule für Bildende Künste Braunschweig (HBK Braunschweig) ist eine 1963 gegründete Kunsthochschule in Braunschweig. Der Campus befindet sich am Johannes-Selenka-Platz, welcher nach dem Hofbuchbindermeister Johannes Selenka benannt ist. Zum Campusgelände gehören unter anderem ein von 1934 bis 1935 nach Plänen des Architekten Hans Bernhard Reichow als Bekleidungsamt erbautes Gebäude sowie der mexikanische Pavillon auf der Expo 2000 nach einem Entwurf des Architekten Ricardo Legorreta. Dieser hat sich nach dem Aufbau in Braunschweig nach und nach zum Wahrzeichen der HBK Braunschweig, genannt auch Kunsthochschule Braunschweig, entwickelt.

## Geschichte
Die Geschichte der Hochschule für Bildende Künste Braunschweig begann im Jahr 1790: Johann Carl Kahnt gründete im Auftrag des Herzogs Karl Wilhelm Ferdinand ein architektonisch-technisches Zeicheninstitut. Nach dessen Schließung wurde der Unterricht vom Braunschweiger Gewerbeverein übernommen, der 1841 unter Federführung von Johannes Selenka das „Zeichnen-Institut“ ins Leben rief. Aus diesem Zeicheninstitut hat sich über verschiedene Stationen im Jahr 1920 die staatlich anerkannte Städtische Kunstgewerbe- und Handwerkerschule entwickelt, die 1938 in „Meisterschule des Deutschen Handwerks“ umbenannt wurde.
Aus der „Werkkunstschule Braunschweig“, eine Ausbildungsstätte für angewandte Künste ohne Hochschulstatus, ging 1963 die „Staatliche Hochschule für Bildende Künste“ (SHfBK) hervor. Aus ihr gründete sich 1978 die „Hochschule für Bildende Künste“ (HBK).
Schon die SHfBK war seit 1972 den wissenschaftlichen Hochschulen des Landes gleichgestellt und wurde wenige Jahre später als künstlerisch-wissenschaftliche Hochschule in das Niedersächsische Hochschulgesetz einbezogen; sie hat seitdem das Promotions- und Habilitationsrecht. Außerdem leistete die Hbk Ausbildung und Prüfungen für das Erste Staatsexamen für das Höhere Lehramt in den Fächern Kunst und Werken, die bis 1985 noch eigenständige Schulfächer an Gymnasien waren.
Mit dieser Anerkennung verbunden war eine personelle und räumliche Erweiterung der Kunsthochschule. 1984 konnte ein preisgekrönter Neu- und Anbau der Braunschweiger Architekten Kraemer, Sieverts & Partner eingeweiht werden. Einige Jahre später kam ein mehrstöckiges ehemaliges Fabrikgebäude in der Blumenstraße als Ateliergebäude hinzu, in dem heute viele der künstlerischen Klassen und Ateliers großzügig untergebracht sind. Eine druckgraphische Werkstatt mit historischen Druckpressen wurde eingerichtet. Als vorerst letzte Ergänzung des Hochschulcampus ist der Erweiterungsbau der Bibliothek aus Teilen des abgebauten mexikanischen Pavillons auf der EXPO 2000 nach einem Entwurf des Architekten Ricardo Legorreta dazu gekommen.
Vom 17. Oktober 2017 bis zum 13. November 2017 besetzten Studierende das Ateliergebäude in der Blumenstraße, um auf Missstände an der Hochschule hinzuweisen.

## Studium
An der HBK Braunschweig waren im Sommersemester 2023 rund 864 Studierende
in 13 Studiengängen sowie in vier auslaufenden Studiengängen eingeschrieben. Wie im Hochschulentwicklungsplan beschlossen, wurde zuletzt eine Neuausrichtung der Studiengänge im Bereich Design vorgenommen. Seit dem Wintersemester 2015/16 werden die Design-Studiengänge Bachelor Visuelle Kommunikation (B.A.), Design in der digitalen Gesellschaft (B.A.) und Master Transformation Design (M.A.) angeboten.

## Organisation
Die Hochschule ist eine Einrichtung des Landes Niedersachsen zugleich eine Körperschaft des öffentlichen Rechts. Sie hat eine Präsidialverfassung. Die HBK Braunschweig ist nicht im herkömmlichen Sinn in Fakultäten gegliedert. Das Besondere der HBK besteht darin, dass die Aufgaben eines Fakultätsrats durch den Senat, die Dekanatsfunktion durch das Präsidium wahrgenommen werden.
An der Hochschule für Bildende Künste bestehen zurzeit folgende Institute:
- Institut FREIE KUNST (IFK)
- Institut für Designforschung (IDF)
- Institut für Kunstwissenschaft (IKW)
- Institut für Medienwissenschaft (IMW)
- Institut Performative Praxis, Kunst und Bildung (IPKB)
- Institut Visuelle Kommunikation (IVK)

## Lehrkörper
- Liste der Dozenten und Absolventen der Hochschule für Bildende Künste Braunschweig

## Hochschulpartnerschaften im Ausland
Die HBK Braunschweig unterhält offizielle Partnerschaften mit folgenden Hochschulen im internationalen Ausland:
- Australien
  - Royal Melbourne Institute of Technology (RMIT), Melbourne
- Indonesien
  - Institut Teknologi Bandung (ITB) – Fakultät Kunst und Design, Bandung
- Israel
  - Bezalel Academy of Arts and Design, Jerusalem
- Japan
  - Kyoto Seika University, Kyoto
- Kolumbien
  - Universidad El Bosque, Bogota
- Korea
  - Korean National University of Arts, Seoul
- Mexiko
  - Escuela Nacional de Pintura, Escultura y Grabado „La Esmeralda“, Mexiko-Stadt
- Polen
  - Eugeniusz Geppert Academy of Art und Design Wroclaw, Wroclaw/Breslau
- Serbien
  - Universität der Künste Belgrad, Belgrad

Zudem bestehen zahlreiche Möglichkeiten für einen Auslandsaufenthalt während des Studiums im Rahmen des Erasmus-Programms.